# Tombe (Toko)
Ne doit pas être confondu avec Tombe.
Tombe est un village du Cameroun situé dans la commune de Toko, l'une des 9 communes du département du Ndian de la Région du Sud-Ouest

## Population
Lors du recensement national de 2005, 15 personnes y ont été dénombrées. Une étude de terrain de 2011 porte ce chiffre à 38.
Les habitants sont principalement des Ngolo.